# Пескисолидо, Пол
Паоло Паскуале Пескисолидо (англ. Paul Peschisolido; родился 25 мая 1971 года в Скарборо, Канада), более известный как Пол Пескисолидо — канадский футболист, выступавший на позиции нападающего. Входит в десятку лучших бомбардиров в истории сборной Канады.

## Клубная карьера
Пол начал играть в футболу за команду католической школы Архиепископа Деннис ОКоннора в Лиге школьного футбола. В 1989 году он принял приглашение канадского клуба «Торонто Близзард». В своем первом сезоне за клуб он был признан «Лучшим новичком Года» в Канаде. В следующем сезоне Пескисолидо перешёл в клуб Major Indoor Soccer League «Канзас Сити Кометс», где также по окончании сезона он был признан «Открытием года».
После года в США Пол провёл сезон в футбольной академии итальянского «Ювентуса». После возвращения в Канаду Пескисолидо, тренер молодёжной команды Тони Тейлор предложил ему рассмотреть предложение «Бирмингема». Пол принял приглашение и перешёл в английский клуб. Сумма трансфера составила 25 000 фунтов. За два года проведённых в составе «Сити» Пескисолидо оба раза становился лучшим бомбардиром команды.
В августе 1994 года Пол перешёл в «Сток Сити». Сумма трансфера составила 400 000 фунтов плюс в «Бирмингем» отправился Дейв Реджис. В новой команде Пескисолидо сразу же зарекомендовал себя, как основного нападающего команды, забив в первом сезоне 15 мячей. В марте 1996 года он покинул «Сток» и вернулся в «Бирменгем», за который сыграл 5 матчей и забил 1 гол.
В июле 1996 года Пескисолидо за 600000 фунтов перебрался в «Вест Бромвич Альбион». 3 сентября 1996 года в матче Кубка Футбольной лиги против «Колчестер Юнайтед» он дебютировал за новую команду. Спустя четыре дня в поединке против «Куинз Парк Рейнджерс» Пол забил свой первый гол. Как и в предыдущих командах по окончании сезона Пескисолидо стал лучшим бомбардиром команды, забив 15 мячей. За «Вест Бромвич» Пол забил 21 мяч в 51 матче.
В октябре 1997 года за 1,1 млн фунтов Пескисолидо перешёл в «Фулхэм», выступающий во втором дивизионе. В сезоне 1997/1998 Пол забил за дачников 13 мячей и помог им выйти в Чемпионшип. В следующем сезоне он помог своему клубу выйти в Премьер-лигу. В ноябре 2000 года Пол переходит на правах аренды в «Куинз Парк Рейнджерс». В своём дебютном матче против «Портсмута». Пол забил гол и помог своей новой команде удержать ничью. В январе 2001 года «Фулхэм» вновь отдал его в аренду, новым клубом канадского нападающего стал «Шеффилд Юнайтед». В своем дебютном матче за «сабли» Пол сделал «дубль». После «Шеффилда» Пескисолидо на правах краткосрочной аренды выступал за «Норвич Сити».
После окончания контракта с «Фулхэмом» Пескисолидо подписал постоянный контракт с «Шеффилд Юнайтед». В сезоне 2002/2003 он был ключевым футболистом и помог команде добраться до полуфинала Кубка Англии, а также выйти плей-офф Первого дивизиона. В финале против «Ноттингем Форест» «сабли» имея преимущество пропустили два мяча и было назначено дополнительное время. Пескисолидо вышел на замену и забил гол, который помог его команде выйти в финал.
В марте 2004 года Пол подписал контракт с «Дерби Каунти». В первых трех матчах за «баранов» он забил четыре мяча. За три сезона в составе «Дерби» Пескисолидо забил 20 мячей в 91 матче. После того, как в 2007 году он покинул клуб, какое-то время он выступал за «Лутон Таун». В 2009 году Пескисолидо завершил свою карьеру в ирландской команде «Сент-Патрикс Атлетик».

## Международная карьера
В 1987 году Пескисолидо был включен в заявку юношеской сборной Канады (до 17 лет) для участие в домашнем юношеском чемпионате мира.
13 июня 1992 года в матче против сборной Гонконга Пол дебютировал в сборной Канады, в этом же поединке он забил свой первый гол за национальную команду.
В 1993 году Пескисолидо принял участие в розыгрыше Золотого кубка КОНКАКАФ. На турнире он сыграл в матчах против Мартиники и Мексики.
В 2000 году Пескисолидо стал победителем розыгрыша Золотого кубка КОНКАКАФ. На турнире он сыграл в матчах против команд Коста-Рики, Южной Кореи, Мексики и Тринидада и Тобаго.
В 2001 году Пол принял участие в Кубке Конфедераций 2001 в Японии и Южной Корее. На турнире он сыграл в матчах против Японии, Бразилии и Камеруна.
Пескисолидо также активно принимал участие в отборочных турнирах к Чемпионатам мира. Свой последний матч за сборную Канады он сыграл в сентябре 2004 года против сборной Гондураса. В составе национальной команды он провёл 53 матча и забил 10 мячей. Вместе с Томашом Радзински он замыкает 10-ку лучших бомбардиров сборной Канады всех времен.

### Голы за сборную Канады
| #   | Дата            | Место                                        | Противник         | Результат | Соревнование                     |
| --- | --------------- | -------------------------------------------- | ----------------- | --------- | -------------------------------- |
| 01. | 13 июня 1992    | Варсити, Торонто, Канада                     | Гонконг           | 3:1       | Columbus 500 Cup                 |
| 02. | 22 мая 1995     | Стадион Содружества, Эдмонтон, Канада        | Северная Ирландия | 2:0       | Canada Cup                       |
| 03. | 22 мая 1995     | Стадион Содружества, Эдмонтон, Канада        | Северная Ирландия | 2:0       | Canada Cup                       |
| 04. | 28 мая 1995     | Стадион Содружества, Эдмонтон, Канада        | Чили              | 1:2       | Canada Cup                       |
| 05. | 3 августа 1995  | Варсити, Торонто, Канада                     | Тринидад и Тобаго | 3:1       | Caribana Cup                     |
| 06. | 30 августа 1996 | Стадион Содружества,Эдмонтон, Канада         | Панама            | 3:2       | Чемпионат мира 1998 квалификация |
| 07. | 10 октября 1996 | Стадион Содружества,Эдмонтон, Канада         | Куба              | 3:1       | Чемпионат мира 1998 квалификация |
| 08. | 13 октября 1996 | Стадион Содружества,Эдмонтон, Канада         | Куба              | 2:0       | Чемпионат мира 1998 квалификация |
| 09. | 30 мая 2000     | Виннипег Соккер Комплекс, Виннипег, Канада   | Гондурас          | 2:1       | Товарищеский матч                |
| 10. | 13 июня 2004    | Ричардсон Мемориал Стедиум, Кингстон, Канада | Белиз             | 4:0       | Чемпионат мира 2006 квалификация |

## Достижения
Международные
 Канада
- Золотой кубок КОНКАКАФ — 2000

Индивидуальные
- Лучший новичок года в Канаде — 1989
- Открытие года в Major Indoor Soccer League — 1991
- Футболист года в Канаде — 1996